# Pomnik Chwały Kawalerii i Artylerii Konnej
Pomnik Chwały Kawalerii i Artylerii Konnej – pomnik upamiętniający Bitwę pod Komarowem 1920 roku w miejscowości Wolica Śniatycka.

## Historia
Bitwa pod Komarowem rozegrała się 31 sierpnia 1920 roku. Przed II wojną światową w 1936 roku zawiązano komitet budowy pomnika. Podjęcie prac uniemożliwiła wojna oraz reżim komunistyczny. Bitwę upamiętniał skromny monument w Komarowie oraz kopiec z krzyżem w Wolicy Śniatyckiej.
O wzniesienie pomnika upamiętniającego działanie zbrojne polskich kawalerzystów zabiegało Stowarzyszenie „Bitwa pod Komarowem”. Monument ma wysokość 19,5 metra. Na pomnik składają się: betonowa forma z odznakami wszystkich pułków kawalerii zwieńczona skrzydłami husarskimi oraz sylwetki trzech szarżujących kawalerzystów w brązie.
Koncepcje pomnika opracowali: mgr sztuki Konrad Głuchowski oraz architekt Tomasz Dudek. Teren pod budowę przekazał Tomasz Dudek. Prace rzeźbiarskie wykonali artyści rzeźbiarze: Artur Wochniak i Tomasz Radziewicz. Rzeźby odlano w pracowni GarstkaStudio Piotr Garstka, Andrzej Garstka w Szymanowie koło Śremu. Konstrukcję betonową wykonała firma „Budmat”. Na budowę udało się zebrać od społecznych darczyńców kwotę 4 mln zł. Budowa wsparta została również funduszami państwowymi. Wykonanie płyt pułków opłacił Instytut Pamięci Narodowej. Pomnik odsłonięto w ramach obchodów 102. rocznicy bitwy pod Komarowem, w dniu Święta Kawalerii Polskiej 28 sierpnia 2022 roku.
W uroczystości odsłonięcia wzięli udział wicepremierzy Mariusz Błaszczak, szef MON oraz Piotr Gliński, minister kultury.